# جاك هاتشينز
جاك هاتشينز هو عداء المسافات المتوسطة كندي، ولد في 8 يونيو 1926 في فانكوفر في كندا، وتوفي في 8 أبريل 2008 في فانكوفر الغربية في كندا.

## وصلات خارجية
- جاك هاتشينز على موقع أوليمبيديا (الإنجليزية)
- جاك هاتشينز على موقع اللجنة الأولمبية الكندية (الإنجليزية)